# Ming Pao
Ming Pao (chinesisch 明報 / 明报, Pinyin Míng Bào, W.-G. Ming Pao, Jyutping Ming4 Bou3) ist eine chinesische Tageszeitung, verlegt von der Ming Pao Newspapers Ltd. (明報報業有限公司), ein Tochterunternehmen des Media Chinese International Ltd. (世界華文媒體有限公司) in Hongkong.
Sie wurde am 20. Mai 1959 von Cha Leung-yung (查良鏞) und Shen Pao Sing (沈寶新) im ehemalig kolonialen Britisch-Hongkong gegründet. 1995 wurde sie an den malaiischen Unternehmer Tiong Hiew King (張曉卿) verkauft. Neben der Zeitung in Hongkong verlegt die Unternehmensgruppe (RH Group) auch vier anderen chinesischsprachige Zeitungen in Nordamerika – in Toronto, Vancouver, New York und San Francisco.
Im Februar 2014 wurde der ehemalige Chefredakteur Kevin Lau (劉進圖) auf offener Straße niedergestochen und überlebte nur knapp. Im April 2016 wurde der stellvertretende Chefredakteur Keung Kwok-yuen (姜國元) fristlos entlassen, unmittelbar nachdem er auf der Titelseite über Hongkonger Prominente, leitende Mitarbeiter der Verwaltung und Unternehmer berichtet hatte, die in den Panama Papers erwähnt werden; die Zeitung begründete die Kündigung mit Sparmaßnahmen.